# Atractus alphonsehogei
Atractus alphonsehogei — вид змій родини полозових (Colubridae). Ендемік Бразилії. Вид названий на честь бразильського герпетолога Альфонса Річарда Хогеа.

## Поширення і екологія
Atractus alphonsehogei мешкають в Бразильській Амазонії, в штатах Амазонас, Мараньян, Пара і Рорайма. Вони живуть у первинних і вторинних вологих тропічних лісах. ведуть наземний, риючий спосіб життя. Живляться дощовими черв'яками, відкладають яйця.